# Cantón de Arudy
El cantón de Arudy era una división administrativa francesa, situada en el departamento de los Pirineos Atlánticos y la región Aquitania.

## Composición
El cantón de Arudy incluía diez comunas:
- Arudy
- Bescat
- Buzy
- Castet
- Izeste
- Louvie-Juzon
- Lys
- Rébénacq
- Sainte-Colome
- Sévignacq-Meyracq

## Supresión del cantón de Arudy
En aplicación del Decreto nº 2014-248 de 25 de febrero de 2014, el cantón de Arudy fue suprimido el 22 de marzo de 2015 y sus diez comunas pasaron a formar parte del nuevo cantón de Santa María de Olorón-2.